# 항성대기

1999년 일식 중 프랑스에서 찍은 사진

항성 대기(恒星大氣, 영어: stellar atmosphere)는 항성 주위를 둘러싸고 있는 기체층이다.
광구(photosphere)는 항성대기 최하부의 가장 차가운 부분으로, 우리가 평소에 볼 수 있는 영역이다. 빛은 이 영역에서 나와 별의 표면에서 탈출하여 더 높은 층을 통과한다. 태양의 광구는 약 5750켈빈의 (유효)온도를 지닌다. 흐트러진 자기장의 차가운 영역인 별의 흑점들이 광구 위에 놓여 있다.
광구 위에는 채층(chromosphere)이 있는데 대기의 이 부분은 고도가 높아질수록 처음에는 온도가 내려가다가, 그 뒤에는 광구보다 10배 정도까지 뜨거워진다.
채층 위에는 천이 영역이 있는데 그곳에서 온도는 불과 100 킬로미터의 거리에 걸쳐 급격하게 증가한다. 이 영역 너머에 별 대기의 가장 외곽 부분인 코로나가 있는데 이는 가늘지만 극히 뜨거운 플라즈마(백 만 켈빈에 달하는 온도를 지님)이다. 주계열선 위의 모든 별들이 천이 영역과 코로나의 특성을 지니지만 진화한 별의 전부가 그러한 것은 아니다.
태양 천체 물리학에서 풀리지 않는 질문 중의 하나는 어떻게 코로나가 그러한 높은 온도로 가열될 수 있는가 하는 것이다. 대답은 자기장에 있지만 정확한 메커니즘은 불분명하다.
개기 일식 동안 태양의 광구는 불분명하며 대기의 외층을 드러낸다. 이러한 조건들 하에서 채층은 붉은 빛을 띠는 반지처럼 보이고 코로나는 술(털)난 해무리 처럼 보인다.

## 같이 보기
- 세실리아 페인가포슈킨
- 별주위외피층
- 태양권